# Jeff Lindsay
Jeff Lindsay, pseudonimo di Jeffry P. Freundlich (Miami, 14 luglio 1952), è uno scrittore statunitense.
È conosciuto soprattutto come autore della serie di romanzi incentrati sulla figura di Dexter Morgan, un serial killer esperto e metodico ma allo stesso tempo un esperto forense della polizia scientifica di Miami. 
Molti dei suoi primi lavori sono stati scritti insieme a sua moglie, la scrittrice Hilary Hemingway, figlia di Leicester Hemingway e nipote di Ernest Hemingway.
Il primo romanzo della serie su Dexter Morgan, La mano sinistra di Dio, è stato nominato per il Mystery Writers of America's Edgar Award nella sezione Migliore Opera Prima. Tuttavia, la nomination è stata ritirata quando si è scoperto che Lindsay aveva pubblicato negli anni novanta molti romanzi con lo pseudonimo Jeffrey P. Lindsay; lo stesso libro ha comunque ricevuto nel 2005 il Premio Dilys.
Dal primo romanzo con Dexter Morgan protagonista è stata tratta una serie televisiva di successo, Dexter, prodotta e trasmessa dal canale statunitense Showtime.

## Opere

### Romanzi
- 1994 - Tropical Depression: A Novel of Suspense
- 1995 - Dream Land: A Novel of the UFO Cover-Up
- 1997 - Time Blender
- 1998 - Dreamchild
- 2004 - La mano sinistra di Dio (Darkly Dreaming Dexter), Sonzogno (ISBN 978-88-454-1247-9) - riedito con il titolo Dexter il vendicatore[3] ne Il Giallo Mondadori n. 2971 (2009)
- 2005 - Il nostro caro Dexter (Dearly Devoted Dexter), Sonzogno (ISBN 1400095921) - riedito con il titolo Dexter il devoto ne Il Giallo Mondadori n. 2985 (2009)
- 2007 - Dexter l'oscuro (Dexter in the Dark) Il Giallo Mondadori n. 2999 (2010)
- 2009 - Dexter l'esteta (Dexter by Design) Il Giallo Mondadori n. 3023 (2011)
- 2011 - Dexter il delicato (Dexter is Delicious) Il Giallo Mondadori n. 3047 (2012)
- 2011 - Doppio Dexter (Double Dexter) Mondadori (2012)
- 2013 - Dexter's Final Cut
- 2015 - Dexter Is Dead
- 2015 - Red Tide
- 2019 - Just Watch Me
- 2020 - Fool Me Twice
- 2022 - Three-Edged Sword
- 2023 - The Fourth Rule

### Fumetti
- 2013-2014 - Dexter: A Graphic Novel (5 volumi)
- 2014 - Dexter Down Under (5 volumi)

### Biografie
- 2000 - Hunting with Hemingway: Based on the Stories of Leicester Hemingway - con Hilary Hemingway